# Schwarzbach (Günz)
Der Schwarzbach, oberhalb von Oberwiesenbach auch Schwarzenbachgraben genannt, ist ein 11,24 km langer linker Nebenfluss der Günz. Über diese ist er ein indirekter rechter Nebenfluss der Donau in Bayern. 
Südlich des Ingstetter Weihers (Seespiegel: 530 m ü. NN), der vom Schwarzbach durchflossen wird, bilden verschiedene Gräben im Unterroggenburger Wald die Quellbäche des Schwarzbachs. Der längste dieser Gräben, der nahe der Staatsstraße 2018 (Breitenthal – Nordholz (Gemeinde Buch)) entspringt, hat eine Quellhöhe von ca. 560 m ü. NN .
Vom Ingstetter Weiher bis kurz vor Oberwiesenbach fließt der Schwarzbach in nordöstlicher Richtung durch den Unterroggenburger Wald. Dann durchfließt er von Süden nach Norden folgende Ortschaften: Oberwiesenbach, Unterwiesenbach, Sausenthal (alle drei: Gemeinde Wiesenbach), bevor der Schwarzbach nordwestlich von Wattenweiler (Markt Neuburg an der Kammel) auf ca. 482 m ü. NN  in die Günz mündet.
Der Höhenunterschied zwischen der Quelle des längsten Quellbachs und der Mündung in die Günz beträgt ungefähr 78 m.